# Liste des cours d'eau de l'Arménie
Cet article présente la liste des cours d'eau d'Arménie par ordre de taille décroissant.

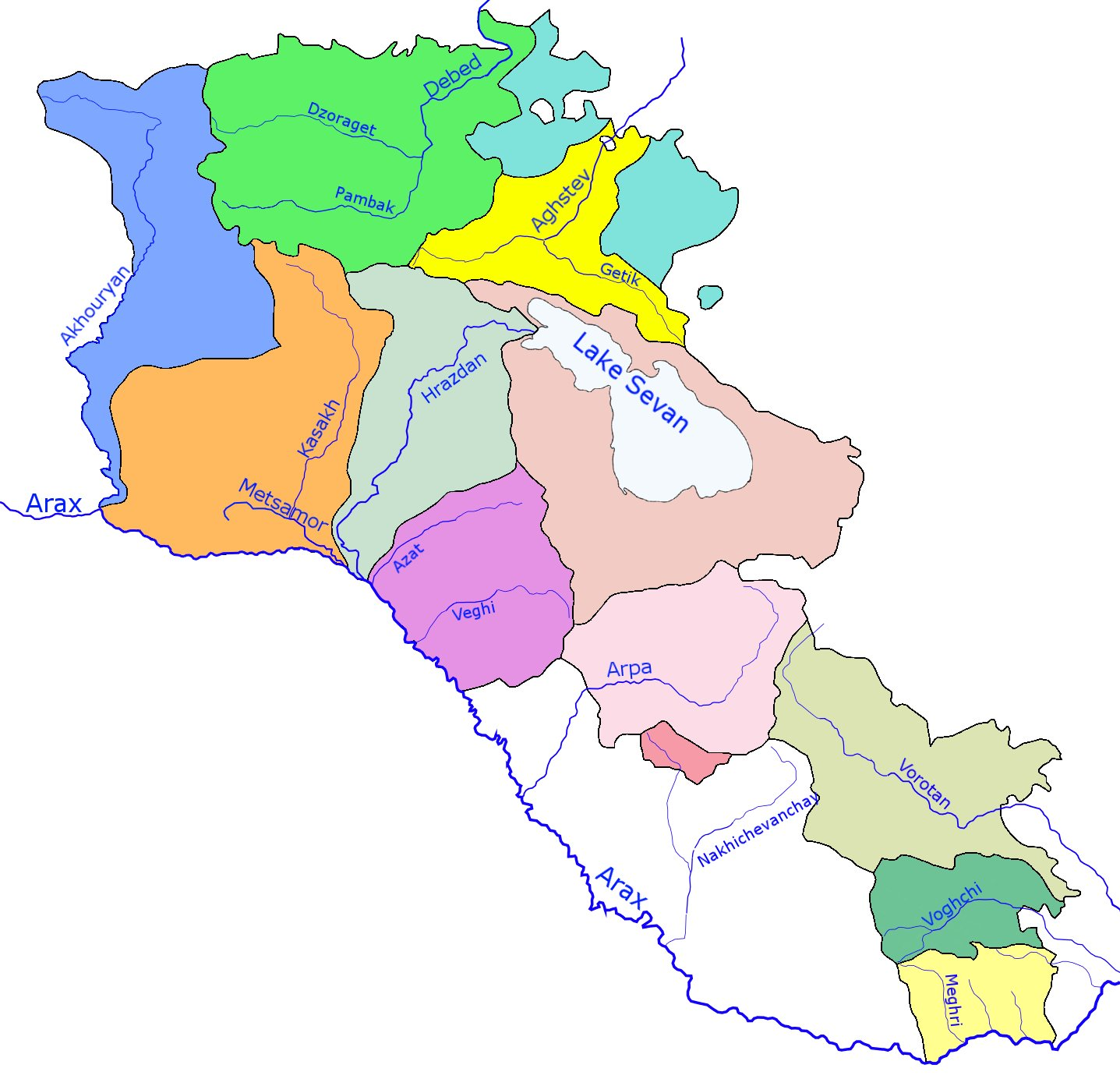
Carte des rivières d'Arménie.

| Rivière   | Longueur (km en Arménie) |
| --------- | ------------------------ |
| Akhourian | 205                      |
| Vorotan   | 179                      |
| Araxe     | 158                      |
| Hrazdan   | 146                      |
| Arpa      | 126                      |
| Aghstev   | 99                       |
| Debed     | 92                       |
| Kasakh    | 89                       |
| Voghji    | 88                       |
| Pambak    | 86                       |
| Dzoraget  | 71                       |
| Getik     | 58                       |
| Vedi      | 58                       |
| Azat      | 56                       |
| Argitchi  | 51                       |
| Metsamor  | 40                       |
| Amaghou   | ?                        |